# Espada de Guadalajara
La espada de Guadalajara es un arma perteneciente a la Edad del Bronce de la península ibérica. Destaca por su empuñadura de oro, ricamente decorada, siendo posiblemente una de las más ricas y singulares piezas de armamento que se conocen para ese período de la Prehistoria peninsular.
Se trata de una hoja ancha y plana de cobre, fijada con remaches a una empuñadura de madera revestida de láminas de oro. La parte superior de la empuñadura remata en un pomo ensanchado, que se une mediante un cuerpo cilíndrico liso a una guarda ovoide, decorada a ambos lados mediante puntos y líneas repujadas, dibujando en la zona de unión con la hoja dos arcos en cada una de sus caras.
Esta pieza es una de las mejores representaciones del armamento de prestigio y representación social.

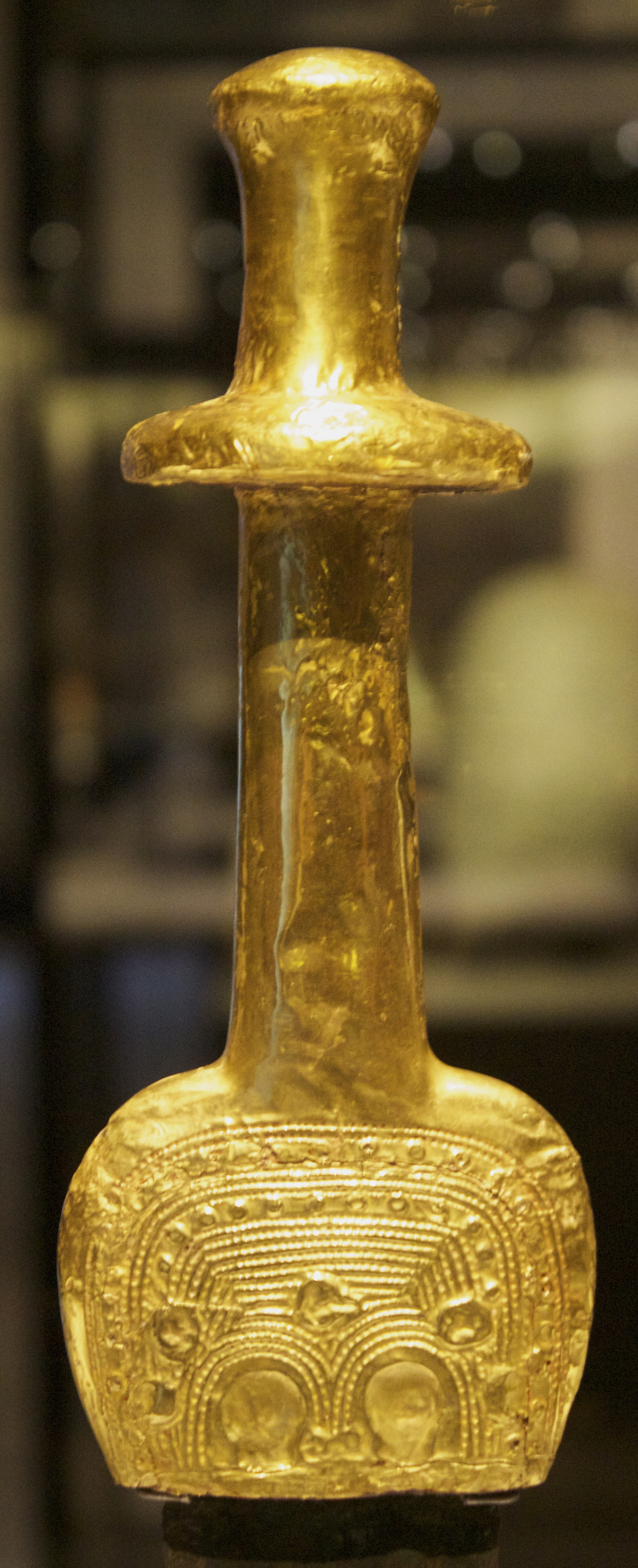
Detalle de la empuñadura de oro

## Hallazgo
Casi nada se sabe de las circunstancias del hallazgo. Es Gómez-Moreno el primero en situar su origen en Guadalajara, hoy ampliamente aceptado. Noticias recientes parecen poder precisar el lugar del hallazgo en las cercanías del pueblo de Renales.
Según Carriazo podría pertenecer a un depósito de varias espadas procedente de Asturias.
El dato cierto es que la pieza perteneció a la Colección Rodríguez Bauzá, donde la menciona por primera vez Ferrandis de forma somera. La pieza es adquirida en el año 1962 por la Dirección General de Bellas Artes.